# موشق پتویان
موشق تورینجی پتویان (ارمنی: Մուշեղ Թուրինջի Պետոյան؛ زادهٔ ۵ ژوئن ۱۹۷۴) یک سیاستمدار اهل ارمنستان است که از تاریخ ۲۰۰۷ تا تاریخ ۲۰۱۷ سمت نمایندگی دوره‌های چهارم و پنجم مجلس ملی جمهوری ارمنستان را برعهده داشت.

## زندگی‌نامه
در ۵ ژوئن ۱۹۷۴ در آرتیک به دنیا آمد .